# Bulbomollisia stromatica
Bulbomollisia stromatica är en svampart som först beskrevs av Graddon, och fick sitt nu gällande namn av Graddon 1984. Bulbomollisia stromatica ingår i släktet Bulbomollisia, ordningen disksvampar, klassen Leotiomycetes, divisionen sporsäcksvampar och riket svampar.   Inga underarter finns listade i Catalogue of Life.